# (495603) 2015 AM281
(495603) 2015 AM281 ist ein großes transneptunisches Objekt, das bahndynamisch als resonantes Kuipergürtel-Objekt (2:5–Resonanz) oder als Scattered Disc Object (SDO) eingestuft wird. Aufgrund seiner Größe ist der Asteroid ein Zwergplanetenkandidat.

## Entdeckung
2015 AM281 wurde am 13. März 2010 von einem Astronomenteam, bestehend aus B. Gibson, T. Goggia, N. Primak, A. Schultz und M. Willman, mit dem 1,8-m-Pan-STARRS-Teleskops (PS1) am Haleakalā-Observatorium (Maui) entdeckt. Die Entdeckung wurde am 24. Juli 2016 bekanntgegeben, der Planetoid erhielt am 9. Juni 2017 die Kleinplanetennummer 495603.
Nach seiner Entdeckung ließ sich 2015 AM281 auf Fotos bis zum 6. April 2000, die im Rahmen des Sloan-Digital-Sky-Survey-Programmes am Apache-Point-Observatorium (New Mexico) gemacht wurden, zurückgehend identifizieren und so seinen Beobachtungszeitraum um 10 Jahre verlängern, um so seine Umlaufbahn genauer zu berechnen. Im Juni 2017 lagen insgesamt 58 Beobachtungen über einen Zeitraum von 18 Jahren vor. Die bisher letzte Beobachtung wurde im Mai 2017 am San Marcello Pistoiese-Observatorium durchgeführt. (Stand 24. Februar 2019)

## Eigenschaften

### Umlaufbahn
2015 AM281 umkreist die Sonne in 409,42 Jahren auf einer elliptischen Umlaufbahn zwischen 41,36 AE und 68,92 AE Abstand zu deren Zentrum. Die Bahnexzentrizität beträgt 0,250, die Bahn ist 26,72° gegenüber der Ekliptik geneigt. Derzeit ist der Planetoid 43,51 AE von der Sonne entfernt. Das Perihel durchläuft er das nächste Mal 2047, der letzte Periheldurchlauf dürfte also im Jahre 1637 erfolgt sein.
Marc Buie (DES) klassifiziert den Planetoiden (wie etwa 2002 TC302) als RKBO (2:5-Resonanz mit Neptun), während das Minor Planet Center ihn als SDO/Zentaur und allgemein als «Distant Object»' führt.

### Größe und Rotation
Derzeit wird von einem Durchmesser von etwa 479 km ausgegangen, basierend auf einem Rückstrahlvermögen von 7 % und einer absoluten Helligkeit von 5,2 m.
Da anzunehmen ist, dass sich 2015 AM281 aufgrund seiner Größe im hydrostatischen Gleichgewicht befindet und somit weitgehend rund sein muss, sollte er die Kriterien für eine Einstufung als Zwergplanet erfüllen. Mike Brown geht davon aus, dass es sich bei 2015 AM281 um möglicherweise einen Zwergplaneten handelt.
| Jahr                                         | Abmessungen km | Quelle   |
| -------------------------------------------- | -------------- | -------- |
| 2018                                         | 486,0          | Johnston |
| 2018                                         | 479,0          | Brown    |
| Die präziseste Bestimmung ist fett markiert. |                |          |